# Tachina fischeri
Tachina fischeri là một loài ruồi trong họ Tachinidae.